# Warburgiella subpapuana
Warburgiella subpapuana är en bladmossart som beskrevs av Hugh Neville Dixon 1943. Warburgiella subpapuana ingår i släktet Warburgiella och familjen Sematophyllaceae. Inga underarter finns listade i Catalogue of Life.